# 백종원의 골목식당
《백종원의 골목식당》은 2018년 1월 5일부터 2021년 12월 29일까지 방송된 SBS TV의 요리 전문 예능 프로그램이다.

## 기획 의도
각 식당의 문제 케이스를 찾아내고 해결방안을 제시해주어 식당을 시작하는 사람들에게 도움을 주고자 하는 프로그램.

## 방송 시간
| 방송 채널 | 방송 기간                         | 방송 시간                    | 방송 시간                    | 비고                                  |
| --------- | --------------------------------- | ---------------------------- | ---------------------------- | ------------------------------------- |
| SBS TV    | 2018년 1월 5일 ~ 2018년 8월 17일  | 1부                          | 매주 금요일 밤 11:20 ~ 12:00 | 분리 편성 (1, 2부)                    |
| SBS TV    | 2018년 1월 5일 ~ 2018년 8월 17일  | 2부                          | 매주 금요일 밤 12:00 ~ 12:40 | 분리 편성 (1, 2부)                    |
| SBS TV    | 2018년 8월 29일 ~ 2020년 8월 19일 | 1부                          | 매주 수요일 밤 11:10 ~ 11:50 | 분리 편성 (1, 2부)                    |
| SBS TV    | 2018년 8월 29일 ~ 2020년 8월 19일 | 2부                          | 매주 수요일 밤 11:50 ~ 12:30 | 분리 편성 (1, 2부)                    |
| SBS TV    | 2020년 8월 26일 ~ 2021년 6월 30일 | 1부                          | 매주 수요일 밤 10:40 ~ 11:35 | 분리 편성 (1, 2부)                    |
| SBS TV    | 2020년 8월 26일 ~ 2021년 6월 30일 | 2부                          | 매주 수요일 밤 11:35 ~ 12:10 | 분리 편성 (1, 2부)                    |
| SBS TV    | 2021년 7월 7일 ~ 2021년 12월 29일 | 매주 수요일 밤 10:40 ~ 12:20 | 매주 수요일 밤 10:40 ~ 12:20 | 통합 편성 (지상파·종편 중간광고 포함) |

## 역대 진행자

### 공식 MC
| 역대 | 진행자 | 진행 기간                         | 방송 회차 | 비고 |
| ---- | ------ | --------------------------------- | --------- | ---- |
| 1대  | 백종원 | 2018년 1월 5일 ~ 2021년 12월 29일 | 1 ~ 200회 |      |
| 1대  | 김성주 | 2018년 1월 5일 ~ 2021년 12월 29일 | 1 ~ 200회 |      |

### 서브 MC
| 역대 | 진행자 | 진행 기간                          | 방송 회차   | 비고                        |
| ---- | ------ | ---------------------------------- | ----------- | --------------------------- |
| 1대  | 김세정 | 2018년 1월 5일 ~ 2018년 3월 16일   | 1 ~ 10회    | (임시 진행)                 |
| 2대  | 조보아 | 2018년 3월 23일 ~ 2019년 3월 27일  | 11 ~ 59회   | (본업에 전념하기 위해 하차) |
| 3대  | 정인선 | 2019년 4월 3일 ~ 2021년 5월 5일    | 60 ~ 168회  | (본업에 전념하기 위해 하차) |
| 4대  | 금새록 | 2021년 5월 12일 ~ 2021년 12월 29일 | 169 ~ 200회 |                             |

## 수상 경력
- 2018년 SBS 연예대상
  - 베스트 MC상 : 김성주
  - 버라이어티 부문 여자 우수상 : 조보아
- 2019 올해의 브랜드 대상〈올해의 푸드예능프로그램〉
- 2019년 제46회 한국방송대상 예능버라이어티부문 작품상
- 2019년 SBS 연예대상
  - 여자 신인상 : 정인선
  - 리얼리티쇼 부문 최우수 프로그램상
  - 쇼·버라이어티 부문 남자 최우수상 : 김성주
  - 공로상 : 백종원[2]
- 2020년 SBS 연예대상
  - 공익예능상 : 김성주
  - 방송작가상 : 황보경
  - 리얼리티쇼 부문 여자 우수상 : 정인선
- 2021년 SBS 연예대상
  - 버라이어티 부문 여자 신인상 : 금새록
  - 특별상

## 방송 네트워크 가맹국
| 방송 권역        | 방송사                         |
| ---------------- | ------------------------------ |
| 수도권           | SBS (프로그램 제작국)          |
| 부산/경남권      | Korea New Network 부산경남방송 |
| 울산권           | ubc 울산방송                   |
| 대구/경북권      | Taegu Broadcasting Corporation |
| 대전/충남/세종권 | TJB 대전방송                   |
| 충북권           | CJB 청주방송                   |
| 전북권           | JTV 전주방송                   |
| 광주/전남권      | kbc 광주방송                   |
| 강원권           | Gangwon No. 1 Broadcasting     |
| 제주권           | JIBS 제주국제자유도시방송      |

## 결방 및 편성 변경 안내
2018년
- 2월 9일 : 《김어준의 블랙하우스》 재방송으로 인한 결방
- 4월 27일 : 2018년 1차 남북정상회담 뉴스특보 편성으로 인한 결방
- 6월 22일 : 러시아 월드컵 조별리그 《나이지리아 vs 아이슬란드》 중계방송으로 인한 결방
- 7월 6일 : 러시아 월드컵 8강전 우루과이 vs 프랑스 중계방송으로 인한 결방
- 8월 22일 : 2018년 아시안 게임 중계방송으로 인한 결방
- 9월 19일 : '특별대담 - 평화를 넘어 미래로' 특별 편성으로 인한 결방

2019년
- 2월 4일 : 설 특집 <백종원의 힐링식당> 편성 (오후 4:40)
- 2월 6일 : 설 특집 <백종원의 꽃길식당> 편성 (오후 4:35 / 본방송 오후 10:55)

2020년
- 4월 15일 : 2020년 대한민국 총선 개표방송 편성으로 인한 결방

2021년
- 7월 28일 : 《2020 도쿄 올림픽》 중계방송으로 인해 밤 10시에 조기 방송
- 8월 4일 : 《2020 도쿄 올림픽》 중계방송으로 인해 밤 11시 20분에 지연 방송
- 9월 22일 : 추석특선영화 《자산어보》 편성으로 인한 결방
- 11월 17일 : 《호구들의 비밀과외》 파일럿 편성으로 인한 결방

## 참고 사항
- 해당 프로그램의 전작이기도 한 불타는 청춘은 원래 수요일 로 심야에 2022년 1월 5일 날 편성될 예정이다. 출연진 중의 한 명이었던 김국진이 동시간대 MBC 황금어장 라디오스타[3] 공동 사회자로 활동하고 있어서 무산됐으며 결국 금요일에 정규 편성되었다. 지금은 종영되어서 2022년 1월 5일 수요일날 방송 될 예정이다.
- SBS는 《백종원의 골목식당》을 이동 편성하기 앞서 2018년 8월 22일부터 수요일 밤 11시 10분에 파일럿 프로그램인 <폼나게 먹자>를 내보낼 예정이었으나[4] 공동 MC 이경규가 동시간대 JTBC 예능 프로그램 한끼줍쇼에 출연 중인데다가 자카르타-팔렘방 아시안 게임 특집 편성으로 인해 해당 프로그램은 2018년 9월 7일부터 금요일 밤 11시 20분에 편성되었다. 목요일 편성론도 제기됐지만 이경규가 채널A 《도시어부》에 출연 중[5]이라 무산되어 매주 금요일 밤 11시 20분에 정규 편성되었다. 이와 동시에 금요일 밤 11시 20분에 방송되었던 백종원의 골목식당은 2018년 8월 29일부터 2021년 12월 29일까지 수요일 밤 11시 10분에 방송되었다.
- 한국광고주협회가 선정한 2019 광고주가 뽑은 좋은 프로그램상(예능 부문)을 수상하였다.
- SBS의 백종원표 3대 쿡방 시리즈 중의 하나이다. 여기서 백종원표 3대 쿡방이란 백종원의 3대천왕 → 백종원의 푸드트럭 → 백종원의 골목식당 이 3가지 프로그램을 의미한다.
- 백종원의 골목식당 유일한 전후반 회차는 194회만이고 신철원골목 마지막 부분과 고려대 정문앞 골목 첫부분으로 나누다.
- 백종원의 골목식당 마지막 골목은 고려대 정문앞 골목이다.

## 같이 보기
- 요리
- 음식

## 방송 프로그램
- 한식탐험대 (KBS 시사교양본부 제작)
- 한국인의 밥상 (KBS 1TV)
- 신상출시 편스토랑, 백종원 클라쓰 (KBS 2TV)
- 최고의 요리 비결 (EBS 1TV)
- 찾아라! 맛있는 TV, 백파더: 요리를 멈추지 마!, 볼빨간 신선놀음, 로컬 식탁 (MBC TV)
- 결정 맛대맛, 맛남의 광장, 식자회담 - 국가발전 프로젝트 (SBS TV)
- 우리가 아는 맛-알토란 (MBN)
- 식객 허영만의 백반기행 (TV조선)
- 삼시세끼, 백패커, 줄 서는 식당 (tvN)
- 맛있는 녀석들 (코미디TV)
- 노중훈의 여행의 맛 (MBC 표준FM)